# Liste der Hurrikane in Südamerika

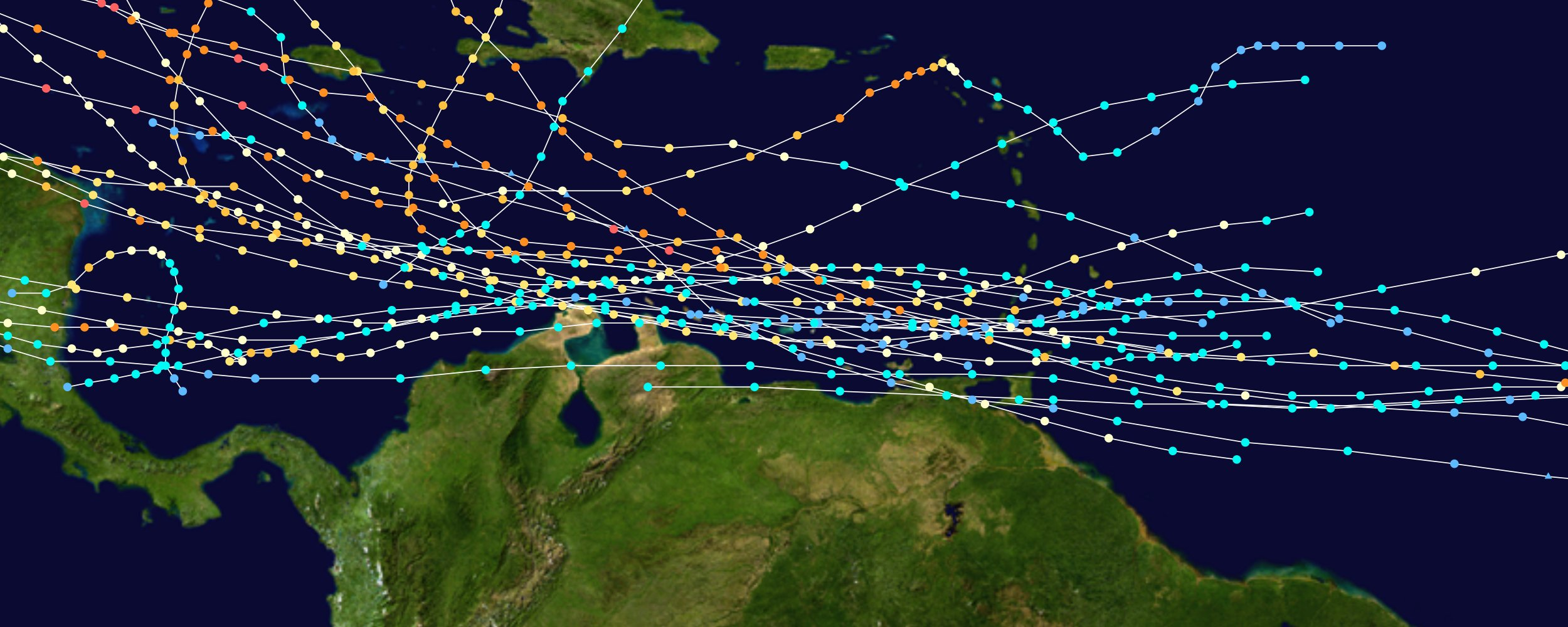
Kombinierte Zugbahnen aller atlantischen Hurrikane, die zwischen 1850 und 2005 Auswirkungen auf die Nordküste Südamerikas hatten

Diese Liste der Hurrikane in Südamerika ist eine Aufstellung aller bekannten tropischen Wirbelstürme, die sich auf eines oder mehrere Länder in Südamerika ausgewirkt haben. Dieser Kontinent wird von tropischen Wirbelstürmen eher selten getroffen, wobei die meisten diese Stürme sich im nördlichen Atlantischen Ozean bilden.
Üblicherweise verhindern starke Höhenwinde und die Nähe zum Äquator, dass Hurrikane und tropische Stürme aus dem Nordatlantik Südamerika treffen. Es gibt keinen bekannten tropischen Wirbelsturm, der sich auf die pazifische Seite Südamerikas ausgewirkt hat. Basierend auf der Klimatologie haben der Norden von Venezuela und Kolumbien eine 1–5-prozentige Wahrscheinlichkeit (bzw. eine 20–100-jährliche Wiederkehr), in einem Jahr von einem Hurrikan getroffen zu werden, wobei die Wahrscheinlichkeit eines direkten Treffers südlich von 10° N geringer als ein Prozent ist. Seit 1588 wurden insgesamt 38 tropische Wirbelstürme beobachtet, die sich auf den Kontinent auswirkten.
Der südliche Atlantische Ozean ist generell eine feindliche Umgebung für die Bildung eines tropischen Sturms. Zwar sind diese selten, doch entwickeln sich vor Brasilien zunehmend tropische oder subtropische Systeme, darunter Zyklon Catarina im Jahr 2004, der in einer Stärke äquivalent zur Kategorie 2 der Saffir-Simpson-Hurrikan-Windskala auf die Küste traf. Seit 2011 haben bestimmte Stürme offiziell Namen erhalten, darunter der Subtropische Sturm Arani.
Mindestens ein tropischer oder subtropischer Sturm hat sich in der Nähe der Westküste des Südlichen Afrika gebildet.

## Liste tropischer Wirbelstürme

### Vor 1900
- 4.–6. November 1588 – Cartagena de Indias in Kolumbien wird von einem Hurrikan beeinträchtigt.[3]
- September 1672 – ein Hurrikan wirkt sich auf Caracas, Venezuela aus.[3]
- 22. Oktober 1683 – die Insel Curaçao vor Venezuela wird von einem Hurrikan beeinträchtigt.[3]
- September 1773 – ein Hurrikan überquert Venezuela[4] und später Kolumbien.[3]
- 13.–22. Dezember 1822 – ein Hurrikan zieht durch das südöstliche Karibische Meer und trifft auf Venezuela.[4]
- 13. Oktober 1847 – Venezuela ist von einem Hurrikan betroffen.[4]
- 23. September 1877 – mit Windgeschwindigkeiten von 170 km/h (entsprechend der späteren Kategorie 2 der SSHS) trifft ein Hurrikan auf den Norden Venezuelas und erzeugt Windgeschwindigkeiten bis zu 130 km/h auf Curaçao.[5]
- 17. September 1886 – ein Kategorie-2-Hurrikan zieht die Nordküste Venezuelas entlang und bringt Windgeschwindigkeiten bis zu 65 km/h nach Curaçao.[6]
- 10. Dezember 1887 – ein tropischer Sturm zieht gerade so nördlich am kolumbianische Departamento La Guajira vorbei.[7]
- 8. Oktober 1892 – ein Kategorie-2-Hurrikan trifft den Norden Venezuelas und Kolumbien[8] und brachte rauen Seegang nach Curaçao.[9]

### 20. Jahrhundert

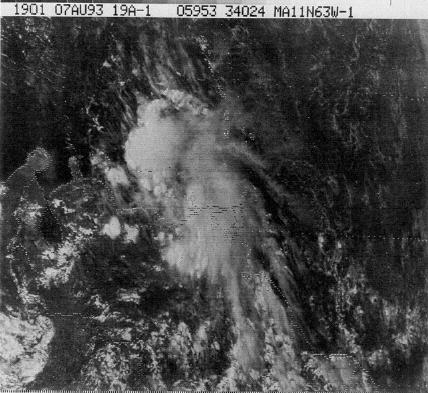
Tropischer Sturm Bret (1993) nahe der Küste Venezuelas

- 5. September 1911 – Curaçao erfährt einen westwärts ziehenden tropischen Sturm, der nahe an den Küsten Venezuelas und Kolumbiens vorüberzieht.[10]
- 2.–5. November 1932 – ein Kategorie-2-Hurrikan zieht etwa 120 km vor der Küste an Venezuela und Kolumbien vorbei und verursacht dadurch Schäden. Später passierte er Providencia, Kolumbien nordöstlich, zerstörte 36 Häuser und die Ernte.[11]
- 27. Juni 1933 – ein schwacher Hurrikan zieht durch den Nordosten Venezuelas und zerstört mehrere Häuser, Geschäften und Fischerboote. Starke Winde unterbrechen Telefon- und Telegrafenverbindungen für mehrere Tage. Mehrere Personen wurden getötet, und der Sachschaden auf über $200.000 beziffert.[12]
- 8. Oktober 1954 – Hurrikan Hazel zieht in der Kategorie 3 etwa 150 km vor den Nordküstens Venezuelas und Kolumbiens vorbei.[13]
- 25. September 1955 – Hurrikan Janet zieht als Kategorie-4-Hurrikan vor den Küsten von Venezuela und Kolumbien vorbei.[14]
- 20. Juli 1961 – Hurrikan Anna zieht in etwa 120 km Entfernung an der Küste Venezuelas vorbei.[15]
- 1. Oktober 1963 – Hurrikan Flora trifft Tobago und bleibt gerade so offshore Venezuela, während der Kategorie-3-Hurrikan durch die Karibik zieht.[16]
- 7. September 1971 – ein tropisches Tiefdruckgebiet intensiviert sich in der Nähe von Venezuela zum Tropischen Sturm Edith. Der südliche Teil der Zirkulation bewegt sich über den Nordosten des Landes.[17]
- 16. September 1971 – ein tropisches Tiefdruckgebiet, aus dem später Hurrikan Irene wird, überquert die Insel Curaçao.[18]
- 14. August 1974 – Tropischer Sturm Alma gelangt im Nordosten Venezuelas über Land und löst sich über dem gebirgigen Land auf. Starke Regenbänder sind die Ursache eines Flugzeugabsturzes auf der Isla Margarita mit 47 Toten.[19]
- 12. August 1978 – das Tropische Tiefdruckgebiet Cora löst sich unweit von Curaçao auf.[20]
- 13. September 1978 – In der Nähe des nordöstlichen Küstenabschnitts von Venezuela bildet sich das tropische Tiefdruckgebiet, aus dem sich später Hurrikan Greta entwickelt.[20]
- 10.–12. September 1988 – Regenfälle im Ausflussbereich von Hurrikan Gilbert erzeugen Sturzfluten im nördlichen Venezuela, durch die fünf Personen getötet werden.[21]
- 16.–18. Oktober 1988 – der Tropische Sturm Joan trifft den Norden von Venezuela und Kolumbien. Der Sturm erzeugt Sturzfluten, durch die in Venezuela 11 Personen zu Tode kommen, und in Kolumbien töten die Auswirkungen des Sturms 25 Personen, und rund 27.000 werden obdachlos.[22]
- 14. August 1990 – der minimale Tropische Sturm Fran löst sich über dem Nordosten Venezuelas auf.[23]
- 7.–9. August 1993 – Tropischer Sturm Bret zieht über den Norden Venezuelas und Kolumbiens hinweg. Im venezolanischen Guanare lädt Bret mindestens 340 mm Niederschlag ab. Die Regenfälle verursachen speziell in der Nähe von Caracas Erdrutsche ab, von denen meist die Häuser der Einkommensschwachen betroffen sind. Von den 173 Toten in Venezuela entfallen die meisten auf solche Gebiete bei Caracas.[24] Fehlende Vorbereitung und die voreilige Meldung von Meteorologen, das Schlimmste sei bereits überstanden, trägt zum Problem bei.[25] Insgesamt wurden 10.000 Venezolaner obdachlos, und die Sachschäden summieren sich auf mindestens $25 Millionen. In Kolumbien stirbt durch die Auswirkungen von Bret eine Person, und eine weitere wird verletzt.[24]
- 24.–27. Juli 1996 – Hurrikan Cesar zieht westwärts durch die südliche Karibik und überquert den äußersten Norden Kolumbiens und San Andrés und Providencia. Durch die Auswirkungen von Cesar kommen 11 Personen in Überflutungen und Erdrutschen um.[26]
- 13.–16. November 1999 – Starker Wellengang durch Hurrikan Lenny wirkt sich auf die Guajira-Halbinsel in Kolumbien aus, überflutet 1200 Häuser und Geschäfte an der nördlichen Küstenlinie. Die starken Winde und der Regen verursachen in Kolumbien außerdem schwere Schäden an der Ernte.[27] Durch die Auswirkungen des Hurrikans werden in Kolumbien zwei Personen getötet.[28]

### 21. Jahrhundert

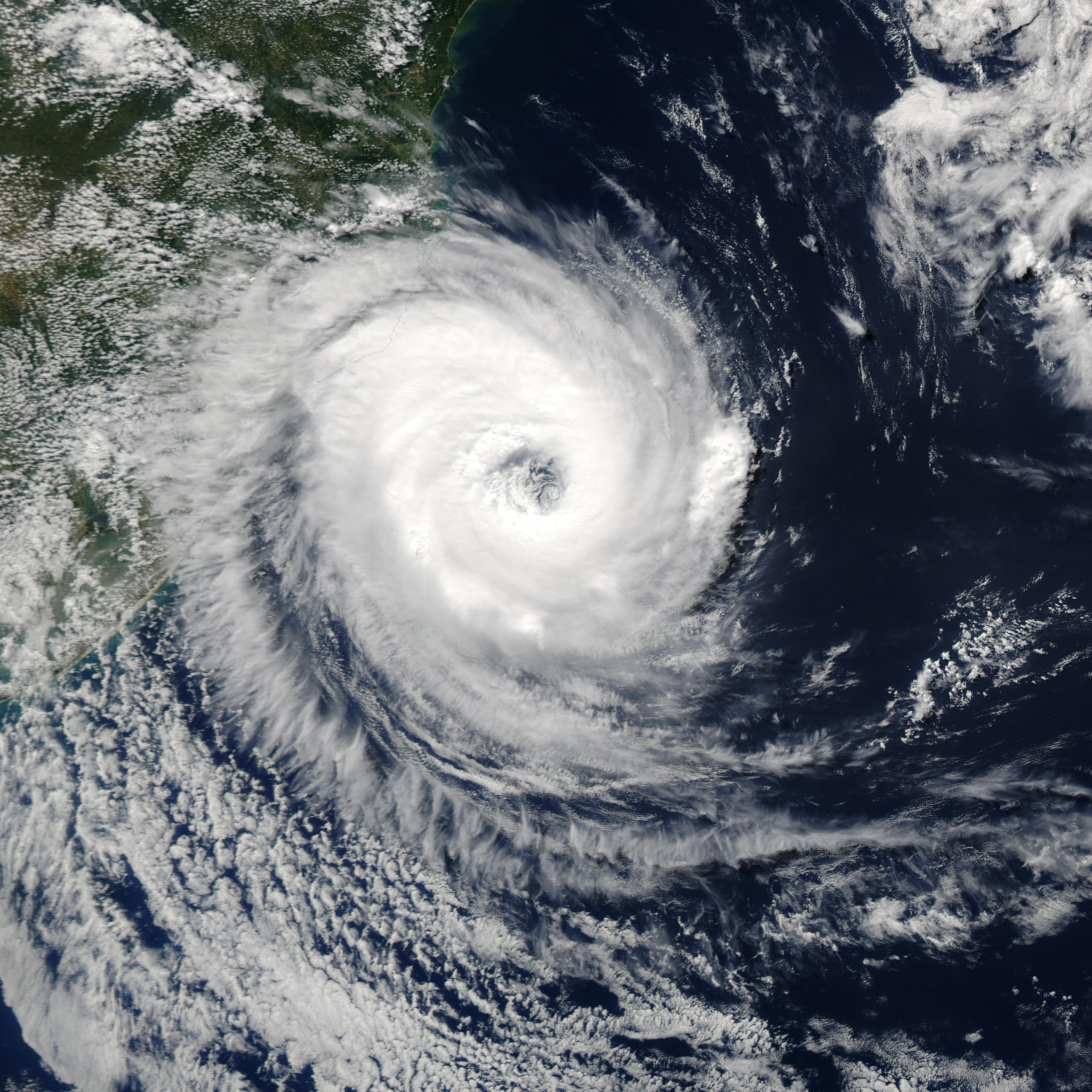
Zyklon Catarina kurz vor dem Landfall in Brasilien

- 25. September 2000 – Hurrikan Joyce löste sich direkt nördlich des östlichen Venezuelas auf.[29]
- 14. September 2002 – Hurrikan Isidore überquerte den Nordosten Venezuelas als tropisches Tiefdruckgebiet.[30]
- 4. Dezember 2003 – Tropischer Sturm Odette erzeugte in Kolumbien bis zu 200 mm Niederschlag.[31]
- 20. Januar 2004 – Ein möglicherweise tropischer Sturm traf den Osten von Brasilien und lud heftigen Regen in dem Gebiet ab.[32]
- 28. März 2004 – Der nicht offiziell benannte Zyklon Catarina traf den Südosten Brasiliens mit maximalen Windgeschwindigkeiten von 145 km/h.[33] Der Wirbelsturm beschädigte mehr als 30.000 Häuser und machte 1900 Personen obdachlos. Außerdem beschädigte der Wirbelsturm 1373 Geschäfte und zerstörte 50 weitere sowie ein Krankenhaus; 3 Personen wurden getötet, 38 verletzt,[34] und die Sachschäden wurden mit bis zu $330 Millionen beziffert.[33]
- 7.–9. September 2004 – Hurrikan Ivan zog als Kategorie-4-Hurrikan an der Küste Venezuelas entlang. Der starke Wind durch Ivan erzwang die Schließung mehrerer Flughäfen. Der Hurrikan erzeugte außerdem Starkregen und starken Wellengang.[35] Durch Ivan kamen in Venezuela drei Personen um,[36] obwohl der Gesamtschaden gering war.[37]
- 14. Juli 2005 – Hurrikan Emily zog als sich intensivierender Hurrikan direkt nördlich an Venezuela vorbei und verursachte Starkregen und Überflutungen im Nordosten. 64 Familien waren gezwungen, ihre Häuser im Osten des Bundesstaates Monagas zu verlassen, weil Flüsse ihre Ufer übertraten. Der Schiffsverkehr in einigen Häfen wurde kurzzeitig eingestellt.[38]
- 29. Oktober 2005 – Hurrikan Beta traf die kolumbianische Insel Providencia und deckte tausende von Dächern ab. Starker Wind führte zu Schließungen von Flughäfen und unterbrach die Kommunikationsverbindungen[39]
- 2. September 2007 – Starker Wind und Wellen von Hurrikan Felix führten dazu, dass eine Person in der venezolanischen Küstenstadt Puerto Cabello vermisst ging.[40]
- 28. Januar 2009 – Ein Trog in mittlerer und großer Höhe mit kaltem Kern und ein darunterliegendes Tiefdruckgebiet mit warmen Kern bildeten über Uruguay und dem brasilianischen Bundesstaat Rio Grande do Sul ein System, das ostwärts auf den Atlantik hinauszog. Das System wurde schließlich als subtropischer Sturm klassifiziert und war erst das zweite beobachtete subtropische System im südlichen Atlantik; der erste subtropische Sturm wurde 1974 beobachtet. Der Wind erreicht an der Küste Uruguays und des äußersten Südens von Rio Grande do Sul mehr als 100 km/h und an manchen Stellen dieser Region fielen in 24 Stunden mehr als 300 mm Niederschlag. 14 Tote und Tausende von Evakuierten waren die Folgen.
- 10. März 2010 – Der von privaten und öffentlichen Wetterbeobachtern (nicht offiziell) genannte Tropische Sturm Anita (90Q) wirkte sich auf die Küste im Süden Brasiliens aus. Der tropische Wirbelsturm entwickelte sich aus einem subtropischen System.
- Anfang November 2010 – Tropischer Sturm Tomas erzeugte heftigen Regen in Curaçao und im Norden von Südamerika.
- 10. März 2011 – Bevor das System zum Subtropischen Sturm Arani wurde, erzeugte es sintflutartige Regenfälle über Brasilien. Arani ist der erste offiziell benannte Sturm im südlichen Atlantik.
- 10.–13. März 2015 – Der Subtropische Sturm Cari wurde vor der Küste Brasiliens stationär. Cari lud über dem Festland bis zu 150 mm Regen ab, war von starkem Wind und starken Wellengang begleitet.
- 30. September 2016 – Hurrikan Matthew erreichte die Küste Venezuelas mit Winden in Sturmstärke. Eine Person kam in der kolumbianischen Stadt Uribia durch Überflutung um.
- 19.–20. Juni 2017 – Das Zentrum von Tropischer Sturm Bret traf auf Trinidad und Tobago, verursachte auf beiden Inseln den Tod von jeweils einer Person, bevor es in Venezuela zu einem zweiten Landfall kam.[41] Der Sturm brachte starken Wind und Überschwemmungen, durch den mehrere Millionen US-Dollar Sachschaden entstand.[42]
- 22.–23. September 2019 – Tropischer Sturm Karen brachte massive Sturzfluten nach Tobago, wodurch manche Personen in ihren Häusern eingeschlossen wurden. Außerdem wurden Bäume entwurzelt und es kam zu mehreren Stromunterbrechungen.[43] Mehrere Straßen wurden durch Erdrutsche und umgestürzte Bäume unpassierbar, und sieben Boote sanken in Plymouth, nachdem eine Hafenmole brach.[44] Hoher Wellengang führte zu Überschwemmungen und Stromausfällen in Caracas und La Guaira.[45]
- 23.–24. Januar 2020 – Subtropischer Sturm Kurumí erzeugte im Südatlantik starken Niederschlag in Belo Horizonte im südöstlichen Brasilien. Die 24-Stunden-Niederschlagsmengen vom 23. zum 24. Januar akkumulierten sich auf insgesamt 171,8 mm, was der höchste Wert der vergangenen 110 Jahre war. Erdrutsche führten zum Tod von mindestens drei Personen, mehrere Gebäude wurden beschädigt. Kurumí verstärkte die damaligen Überschwemmungen infolge eines ungewöhnlich aktiven Sommermonsuns.[46][47]
- 15.–16. November 2020 – Hurricane Iota verursachte noch als tropische Welle starke Überschwemmungen in Kolumbien. Etwa 70 % von Cartagena wurden direkt durch die Auswirkungen von Iota überflutet.[48] Iota zog dann als starker Kategorie-4-Hurrikan sehr nahe am San Andrés, Providencia y Santa Catalina vorbei; der erste, der in dieser Kategorie kolumbianisches Staatsgebiet getroffen hat.[49] Insgesamt sieben Menschen wurden durch die Sturmauswirkungen getötet, und über den Verbleib von zehn weiteren gibt es keine Nachricht.[50]

### 2021–heute
- 21. April 2021 – Subtropischer Sturm Potira verursachte Überschwemmungen und Schäden in den Straßen der brasilianischen Municipios Balneário Camboriú und Florianópolis. An der Küste kam es zu Wasserständen, die teilweise zwischen einem und zwei Metern über dem normalen Wasserspiegel lagen.[51]
- 12. Dezember 2021 – Subtropischer Storm Ubá traf auf Brasilien und verursachte starke Regenfälle in Minas Gerais, Espírito Santo und dem Süden von Bahia, wo die Regenmenge mit 450 mm in Itamaraju und 331 mm in Monte Formoso gemessen wurde. Insgesamt fünfzehn Personen wurden durch die Auswirkungen des Sturms getötet.[52][53][54]
- 17. Mai 2022 – Starkregen des Subtropischen Sturms Yakecan führte zum Tod je einer Person in Uruguay und Brasilien.[55]
- 30. Juni 2022 – Das Vorläufersystem zu Hurrikan Bonnie streifte den Norden von Venezuela und Kolumbien.
- 9. Oktober 2022 – Hurrikan Julia erzeugte in Venezuela verbreitet Überschwemmungen und Erdrutsche. In Las Tejerías im zentralen Norden wurden mindestens 50 Personen getötet, als Schlamm und Trümmer in die Stadt rutschten.[56][57][58]
- 7.–20. März 2023 – Ein äußerst seltenes System, inoffiziell Yaku genannt, brachte schwere Überschwemmungen nach Ecuador und Peru; mindestens acht Personen wurde dadurch getötet.[59][60]

## Opferzahlen
Die Daten zu Opfern der Südamerika erreichenden tropischen Wirbelstürme sind dürftig und nicht systematisch erfasst. Die Opfer durch Bret, Joan, Cesar, Gilbert, Catarina und Ivan sind Folgen von Sturzfluten, Überschwemmungen oder Erdrutschen.
| Name                                 | Jahr | Tote            |
| ------------------------------------ | ---- | --------------- |
| Bret                                 | 1993 | 174             |
| Joan                                 | 1988 | 36              |
| Ubá                                  | 2021 | 15              |
| Subtropischer Zyklon vom Januar 2009 | 2009 | 14              |
| Cesar                                | 1996 | 11              |
| Matthew                              | 2010 | 8               |
| Yaku                                 | 2023 | 8               |
| Iota                                 | 2020 | 7               |
| Gilbert                              | 1988 | 5               |
| Catarina                             | 2004 | 3               |
| Ivan                                 | 2004 | 3               |
| Kurumí                               | 2020 | 3               |
| Lenny                                | 1999 | 2               |
| Bret                                 | 2017 | 2               |
| Yakecan                              | 2022 | 2               |
| Hattie                               | 1961 | 1               |
| Matthew                              | 2016 | 1               |
| Zwei                                 | 1933 | „mehrere“       |
| Martinique–Venezuela                 | 1822 | „mehrere“       |
| Julia                                | 2022 | 0 (54 indirect) |
| Alma                                 | 1974 | 0 (47 indirekt) |

## Sturmwarnungen und -vorwarnungen

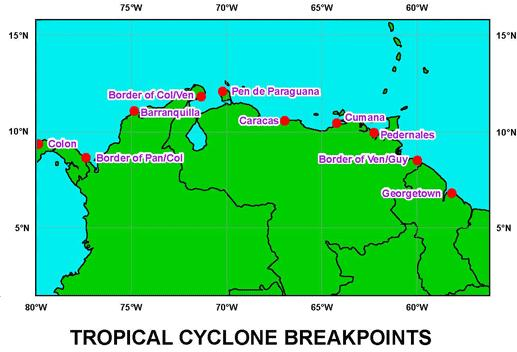
Grenzpunkte für Warnungen des NHC in Südamerika

Für den Fall, dass ein atlantischer Hurrikan die Nordküste Südamerikas bedroht, hat das National Hurricane Center neun Orte an der Küste als Grenzpunkte für Warnungen und Vorwarnungen festgelegt. Der westlichste Grenzpunkt ist die Grenze zwischen Panama und Kolumbien, und der östlichste ist Georgetown, Guyana, geographische Breite 6,82° N. Im östlichen Pazifischen Ozean liegt der östlichste Grenzpunkt an der Grenze zwischen Panama und Kolumbien bei 7,23° N. Seit Beginn der Aufzeichnungen hat südlich von 6.82° N kein atlantischer Hurrikan existiert, und östlich von 80° W hat noch kein pazifischer Hurrikan existiert; sollte ein tropischer Wirbelsturm tatsächlich eine Region Südamerikas bedrohen, für die kein Warnabschnitt festgelegt ist, können zusätzliche Grenzpunkte bestimmt werden. Abgesehen von den Grenzpunkten auf dem Festland hat das National Hurricane Center die Insel San Andres als Grenzpunkt festgelegt.
Hurrikan Flora veranlasste 1963 die Offiziellen zur Erklärung von Sturmwarnungen für zwei Inseln vor der Nordküste Venezuelas. 1974 war der Durchzug des Tropischen Sturms Alma Anlass für die Ausgabe on Sturmwarnungen für die Halbinseln Paria und Paraguaná. Hurrikan Joan (1988), Tropischer Sturm Bret (1993), Hurrikan Cesar (1996) und Hurrikan Felix (2007) führten zu Sturm- und Hurrikanvorwarnungen und -warnungen für mehrere Bereiche der Küste Südamerikas. Die Gefährdung durch Hurrikan Ivan führte zur Ausgabe einer Hurrikanvorwarnung und einer Sturmwarnung für die Nordküste von Venezuela.

## Belege
1. ↑  Ask Tom Why. WGN9 Chicago, archiviert vom Original am 27. April 2006; abgerufen am 20. Juli 2006.
2. ↑  Pielke, Rubiera, Landsea, Fernández, Klein: Hurricane Vulnerability in Latin America & The Caribbean. (PDF) National Hazards Review, abgerufen am 20. Juli 2006.
3. 1 2 3 4  Ricardo Garcia-Herrera, Luis Gimeno, Pedro Ribera, Emiliano Hernandez: New records of Atlantic hurricanes from Spanish documentary sources. Abgerufen am 20. Juli 2006.
4. 1 2 3  Michael Chenoweth: A Reassessment of Historical Atlantic Tropical Cyclone Activity, 1700–1855. (PDF) Abgerufen am 20. Juli 2006.
5. ↑  NOAA: 1877 Atlantic hurricane season. Abgerufen am 20. Juli 2006.
6. ↑  NOAA: 1886 Atlantic hurricane season. Abgerufen am 20. Juli 2006.
7. ↑  NOAA: 1887 Atlantic hurricane season. Abgerufen am 20. Juli 2006.
8. ↑  NOAA: 1892 Atlantic hurricane season. Abgerufen am 20. Juli 2006.
9. ↑  National Weather Service: 1892 Monthly Weather Review. (PDF) Abgerufen am 21. Juli 2006.
10. ↑  NOAA: 1911 Atlantic hurricane season. Abgerufen am 21. Juli 2006.
11. ↑  National Weather Service: 1932 Monthly Weather Review. (PDF) Abgerufen am 21. Juli 2006.
12. ↑  National Weather Service: 1933 Monthly Weather Review. (PDF) Abgerufen am 21. Juli 2006.
13. ↑  National Weather Service: 1954 Monthly Weather Review. (PDF) Abgerufen am 21. Juli 2006.
14. ↑  National Weather Service: 1955 Monthly Weather Review. (PDF) Abgerufen am 21. Juli 2006.
15. ↑  National Weather Service: 1961 Monthly Weather Review. (PDF) Abgerufen am 21. Juli 2006.
16. ↑  National Weather Service: 1963 Monthly Weather Review. (PDF) Abgerufen am 21. Juli 2006.
17. ↑  John Hope: Hurricane Edith Preliminary Report Page 1. National Hurricane Center, abgerufen am 1. November 2006.
18. ↑  National Weather Service: 1971 Monthly Weather Review. (PDF) Abgerufen am 21. Juli 2006.
19. 1 2  National Hurricane Center: Tropical Storm Alma Tropical Cyclone Report. Abgerufen am 18. November 2006.
20. 1 2  National Weather Service: 1978 Monthly Weather Review. (PDF) Abgerufen am 21. Juli 2006.
21. ↑  National Weather Service: 1988 Monthly Weather Review. (PDF) Abgerufen am 21. Juli 2006.
22. ↑  Dr. Harold P. Gerrish: Hurricane Joan Tropical Cyclone Report Page 3. National Hurricane Center, abgerufen am 21. Juli 2006.
23. ↑  National Hurricane Center: Tropical Storm Fran Tropical Cyclone Report. Abgerufen am 21. Juli 2006.
24. 1 2  National Weather Service: 1993 Monthly Weather Review. (PDF) Abgerufen am 21. Juli 2006.
25. ↑  John Wade: Catastrophe in Caracas. The Herald, abgerufen am 21. Juli 2006.
26. ↑  Associated Press: Hurricane Douglas leaves at least 35 dead as it crosses from Caribbean to Pacific. Archiviert vom Original am 27. September 2007; abgerufen am 21. Juli 2006.  Info: Der Archivlink wurde automatisch eingesetzt und noch nicht geprüft. Bitte prüfe Original- und Archivlink gemäß Anleitung und entferne dann diesen Hinweis.
27. ↑  Agence France-Presse: One death blamed on Hurricane Lenny; still threatens Caribbean. Archiviert vom Original am 27. September 2007; abgerufen am 21. Juli 2006.  Info: Der Archivlink wurde automatisch eingesetzt und noch nicht geprüft. Bitte prüfe Original- und Archivlink gemäß Anleitung und entferne dann diesen Hinweis.
28. ↑  John L. Guiney: Hurricane Lenny Tropical Cyclone Report. National Hurricane Center, archiviert vom Original am 2. Januar 2011; abgerufen am 21. Juli 2006.  Info: Der Archivlink wurde automatisch eingesetzt und noch nicht geprüft. Bitte prüfe Original- und Archivlink gemäß Anleitung und entferne dann diesen Hinweis.
29. ↑  Miles B. Lawrence: Hurricane Joyce Tropical Cyclone Report. National Hurricane Center, archiviert vom Original am 2. Januar 2011; abgerufen am 21. Juli 2006 (englisch).  Info: Der Archivlink wurde automatisch eingesetzt und noch nicht geprüft. Bitte prüfe Original- und Archivlink gemäß Anleitung und entferne dann diesen Hinweis.
30. ↑  Lixion A. Avila: Hurricane Isidore Tropical Cyclone Report. National Hurricane Center, abgerufen am 21. Juli 2006 (amerikanisches Englisch).
31. ↑  World Meteorological Organization: Final Report of the 2003 Atlantic Hurricane Season. (PDF) Archiviert vom Original am 29. Oktober 2005; abgerufen am 21. Juli 2006 (englisch).
32. ↑  Gary Padgett: January 2004 Tropical cyclone summary. Archiviert vom Original am 16. Juni 2006; abgerufen am 21. Juli 2006 (englisch).
33. 1 2  D. H. Levinson: State of the Climate in 2004. American Meteorological Society, ehemals im Original (nicht mehr online verfügbar); abgerufen am 21. Juli 2006 (englisch). (Seite nicht mehr abrufbar. Suche in Webarchiven)  Info: Der Link wurde automatisch als defekt markiert. Bitte prüfe den Link gemäß Anleitung und entferne dann diesen Hinweis.
34. ↑  Associated Press:  First South Atlantic hurricane hits Brazil In: USA Today, 30. März 2004. Abgerufen am 21. Juli 2006 (amerikanisches Englisch).
35. ↑  Agence France-Presse: Hurricane Ivan kills at least 14 in Caribbean. Ehemals im Original (nicht mehr online verfügbar); abgerufen am 21. Juli 2006 (englisch). (Seite nicht mehr abrufbar. Suche in Webarchiven)
36. ↑  Stacy R. Stewart: Hurricane Ivan Tropical Cyclone Report. (PDF, 1,9 MB) National Hurricane Center, abgerufen am 21. Juli 2006 (englisch).
37. ↑  International Federation of the Red Cross: Caribbean:Hurricane Ivan. (PDF, 250 KB) Abgerufen am 21. Juli 2006 (englisch).
38. ↑  News from Russia:  Emily passed Venezuela (Memento des Originals vom 27. März 2006 im Internet Archive). Abgerufen am 21. Juli 2006 (englisch).  Info: Der Archivlink wurde automatisch eingesetzt und noch nicht geprüft. Bitte prüfe Original- und Archivlink gemäß Anleitung und entferne dann diesen Hinweis.
39. ↑  Adventist News Network: Colombia: Adventists Aid Hurricane Beta Relief Effort on Tiny Island. Archiviert vom Original am 10. März 2012; abgerufen am 26. September 2010 (englisch).
40. ↑  Agence French-Presse: Maximum strength Hurricane Felix aims for Central America. Archiviert vom Original am 7. Juli 2009; abgerufen am 3. September 2007 (englisch).
41. ↑  Elizabeth Williams:  Man injured when Bret destroyed home, has died (Memento des Originals vom 30. Juni 2017 im Internet Archive) In: Trinidad Express, 30. Juni 2017. Abgerufen am 13. April 2025 (englisch).
42. ↑  Carolyn Kissoon:  Barrackpore after Bret: $millions in damage (Memento des Originals vom 20. Juni 2017 im Internet Archive), Daily Express, 20. Juni 2017. Abgerufen am 13. April 2025 (englisch).
43. ↑  Julie Celestial:  Severe flooding hits Trinidad and Tobago, Karen heading toward Puerto Rico and Virgin Islands In: The Watchers, 23. September 2019. Abgerufen am 14. April 2025 (englisch).
44. ↑  Ron Brackett:  Tropical Storm Karen Floods Streets, Traps People in Homes in Tobago In: The Weather Channel, 22. September 2019. Abgerufen am 14. April 2025 (englisch).
45. ↑   Tormenta Tropical Karen provocó inundaciones en Caracas y La Guaira In: Descifrado, 22. September 2019. Abgerufen am 14. April 2025 (spanisch).
46. ↑   Heavy rains cause casualties, damage in southeast Brazilian region (Memento des Originals vom 25. Januar 2020 im Internet Archive) In: Xinhua News, 24. Januar 2020. Abgerufen am 14. April 2025 (englisch).
47. ↑  Matthew Cappucci:  Brazilian city experiences deadly flooding after 32 inches of rain falls in just 27 days In: The Washington Post, 29. Januar 2020. Abgerufen am 14. April 2025 (amerikanisches Englisch).
48. ↑   Inundaciones en Colombia: 3 muertos (Memento des Originals vom 16. November 2020 im Internet Archive), Turkish Radio, 15. November 2020. Abgerufen am 15. April 2025 (spanisch).
49. ↑   Dos muertos y un desaparecido, el balance del paso de Iota por Providencia In: El País, 17. November 2020. Abgerufen am 15. April 2025 (spanisch).
50. ↑   $150 mil millones invertirán inicialmente para atender emergencia en Providencia In: Vanguardia, 19. November 2020. Abgerufen am 15. April 2025 (spanisch).
51. ↑  Joana Caldas, Fernanda Mueller: Após semana com tempestade subtropical, litoral de SC registra alagamentos com maré alta. In: G1. 26. April 2021, abgerufen am 16. April 2025 (brasilianisches Portugiesisch).
52. ↑   Sobe para 32 número de cidades em situação de emergência por causa das fortes chuvas na Bahia, g1, 13. Dezember 2021. Abgerufen am 19. April 2025 (brasilianisches Portugiesisch).
53. ↑   Em 24 horas número de desabrigados pela chuva aumenta quase cinco vezes em MG, g1, 11. Dezember 2021. Abgerufen am 12. Dezember 2021 (brasilianisches Portugiesisch).
54. ↑  Luiz F. Nachtigall:  Ciclone se forma na costa do sul do Brasil eprovoca calamidade na Bahia, MetSul Meteorologia, 10. Dezember 2021. Abgerufen am 19. April 2025 (brasilianisches Portugiesisch).
55. ↑  Corpo é encontrado no Guaíba após barco afundar durante passagem de tempestade Yakecan no RS; suspeita é que seja de pescador desaparecido. g1, 17. Mai 2022, abgerufen am 19. April 2025 (br-pt).
56. ↑  Genevieve Glatsky, Tibisay Romero:  Landslides Leave at Least 22 Dead, and Dozens Missing in Venezuela In: The New York Times, 9. Oktober 2022. Abgerufen am 25. Oktober 2022 (amerikanisches Englisch).
57. ↑  Matias Delacroix: Hurricane Julia 22 dead in landslide in Venezuela. All News Press.com, 10. Oktober 2022, abgerufen am 19. April 2025 (englisch).
58. ↑  Dave Petley: The 8-9 October 2022 disaster at Las Tejerías in Venezuela. In: The Landslide Blog. Abgerufen am 10. Oktober 2025 (englisch).
59. ↑  NOTICIAS GESTIÓN: Emergencia en el norte: huaicos, inundaciones y desbordes hoy 10 de marzo. In: Gestión. 10. März 2023, abgerufen am 19. April 2025 (spanisch).
60. ↑  Ecuador: crecidas dejan tres muertos y miles de damnificados. In: San Diego Union-Tribune en Español. 8. März 2023, abgerufen am 19. April 2025 (spanisch).
61. 1 2  National Hurricane Center: Hurricane and Tropical Storm Watch/Warning Breakpoints. Archiviert vom Original am 8. Juli 2007; abgerufen am 18. November 2006.
62. ↑  Hurricane Research Division: Hurdat Data for Tropical Cyclones 1851-2005. NOAA, archiviert vom Original am 5. Juli 2006; abgerufen am 18. November 2006.
63. ↑  Hurricane Research Division: Hurricane Data for Pacific Hurricanes 1949-2005. NOAA, archiviert vom Original am 14. Juni 2006; abgerufen am 18. November 2006.
64. ↑  Hoose: Hurricane Flora Advisory 4. San Juan Weather Bureau, abgerufen am 18. November 2006.
65. ↑  NHC: Hurricane Joan Tropical Cyclone Report Page 8. Abgerufen am 18. November 2006.
66. ↑  NHC: Tropical Storm Bret Tropical Cyclone Report Page 10. Abgerufen am 18. November 2006.
67. ↑  Avila: Hurricane Cesar Tropical Cyclone Report. NHC, abgerufen am 18. November 2006.
68. ↑  Blake & Avila: Tropical Depression Six Public Advisory One. NHC, abgerufen am 3. September 2007.
69. ↑  Stewart: Hurricane Ivan Tropical Cyclone Report. NHC, abgerufen am 18. November 2006.